# Ceraptroceroideus
Ceraptroceroideus is een geslacht van vliesvleugeligen uit de familie Encyrtidae. De wetenschappelijke naam van dit geslacht is voor het eerst geldig gepubliceerd in 1916 door Girault.

## Soorten
Het geslacht Ceraptroceroideus omvat de volgende soorten:
- Ceraptroceroideus cinctipes Girault, 1916
- Ceraptroceroideus idahoensis Trjapitzin & Gordh, 1979